# Métro de Kazan
Le métro de Kazan (en russe : Казанский метрополитен, en tatar : Казан метрополитены, Qazan Metropolitenı) est un des systèmes de transport en commun de la ville de Kazan en Russie. Inaugurée le 27 août 2005 pour le 1000e anniversaire de la fondation de la ville l'unique ligne comprend 11 stations sur 16,8 km. Le métro de Kazan est le septième métro de Russie, le seul mis en service au XXIe siècle.
La ville dispose également une liaison rapide avec l'aéroport, mise en service en 2013.

## Historique

### Contexte et réalisation
Alors que plusieurs villes de taille similaire en Union soviétique comme Samara ou Nijni Novgorod disposaient ou construisaient un réseau de métro, Kazan dont la population atteignait alors un million d'habitants avait également besoin d'un métro selon la planification soviétique. Les autorités de Kazan travaillèrent en 1986 sur un plan de réseau comprenant trois lignes se coupant en centre-ville selon une formule typique en Union soviétique.
Les travaux commencèrent en 1997, quelques années après l'effondrement de l'Union soviétique. Pour achever le métro à temps pour le 1000e anniversaire de la ville, une grande partie du budget d'investissement russe consacré au métro fut affectée à Kazan, suscitant un grand mécontentement dans les autres villes ayant des chantiers de métro en cours. Tous les autres métros en construction, Krasnoïarsk, Omsk et Tcheliabinsk seront d'ailleurs finalement arrêtés, tandis les autres projets de métro (Rostov-sur-le-Don, Perm, Oufa) en resteront à l'état d'études.
Des tunneliers modernes de construction occidentale et d'un diamètre de 5,63 mètres furent utilisés. Quelques tronçons ont été construits avec des tunneliers russes. La construction en tranchée ouverte a été utilisée pour de courtes sections ainsi que pour les stations.

### Mises en service
En août 2005, un tronçon de la ligne de 6,8 km est mis en service avec 5 stations : Кремлёвская (Kremliovskaïa), Площадь Тукая (Plochtchad Toukaïa), Суконная слобода (Soukonnaïa Sloboda), Аметьево (Ametievo), Горки (Gorki). L'ensemble de la ligne ainsi que quatre stations sont souterraines, la station Ametievo est en viaduc.
En décembre 2008 un second tronçon de 1,6 km a été mise en service avec la station Prospekt Pobedy au sud de la ligne.
Vers le nord la construction de la ligne sous la rivière Kazanka à une profondeur de 28 mètres a débuté en mai 2006 et la station Kozia sloboda a été inauguré en décembre 2010 avec un tronçon supplémentaire de 2,6 km.
Les trois stations du nord de la ligne furent ouvertes au trafic en mai 2013 étendant le réseau de 4,8 km.
En août 2018, une onzième station a été mise en service Dubravnaya, prolongeant la ligne de 1 km vers le sud.
| Nom                          | Nom russe              | Nom tatar                                       | Date d’ouverture |
| ---------------------------- | ---------------------- | ----------------------------------------------- | ---------------- |
| Aviastroïtelnaïa             | Авиастроительная       | Авиатөзелеш (Aviatözeleş)                       | 9 mai 2013       |
| Severny vokzal               | Северный вокзал        | Төньяк вокзалы (Tönyak vokzalı)                 | 9 mai 2013       |
| Iachlek                      | Яшьлек (Юность)        | Яшьлек (Yäşlek)                                 | 9 mai 2013       |
| Kozia sloboda                | Козья слобода          | Кәҗә бистәсе (Käcä bistäse)                     | 30 décembre 2010 |
| Kremliovskaïa                | Кремлёвская            | Кремль (Kreml)                                  | 27 août 2005     |
| Plochtchad Gabdoully Toukaïa | Площадь Габдуллы Тукая | Габдулла Тукай Мәйданы (Ğabdulla Tuqay Mäydanı) | 27 août 2005     |
| Soukonnaïa sloboda           | Суконная слобода       | Сукно бистәсе (Sukno bistäse)                   | 27 août 2005     |
| Ametievo                     | Аметьево               | Әмәт (Ämät)                                     | 27 août 2005     |
| Gorki                        | Горки                  | Горки (Gorki)                                   | 27 août 2005     |
| Prospekt Pobedy              | Проспект Победы        | Җиңү проспекты (Ciñü prospektı)                 | 29 décembre 2008 |
| Dubravnaya                   | Дубравная              | Дубравная                                       | 30 août 2018     |

Dans le métro tous les panneaux et toutes les indications sont à la fois en russe et en tatar.

## Exploitation et fréquentation
Le métro de Kazan comporte une ligne de 16,8 km avec onze stations. Il fonctionne de 6 h du matin à minuit. L'intervalle entre les trains est de six minutes aux heures de pointe. La fréquentation est en augmentation depuis la mise en service (5,3 millions de voyages en 2006) jusqu'en 2013. Avec une fréquentation quotidienne en jours de semaine de 100 000 passagers, 31,3 millions de passagers furent transportés en 2013. La fréquentation est en baisse depuis. En 2016, le métro de Kazan a transporté 27 186 000 passagers, soit une moyenne de 74 500 passagers par jour.
Le jeton, valable pour un seul voyage le jour même, coûte 35 roubles. Des billets magnétiques existent également.
Le métro de Kazan emploie 706 personnes.

### Données techniques
L'écartement est au standard russe, l'alimentation se fait par troisième rail en 825 volts.
Cinq rames de quatre voitures de la série 81-553.3/-554.3 «Kazan» (une variante de la série soviétique 81-717/714) ont été livrées en 2005. Les trains ont été construits par une coentreprise entre la société de construction ferroviaire « Вагонмаш » (Vagonmach)  de Saint-Pétersbourg et la société tchèque Skoda. Ces véhicules automatisés plus modernes que les précédents véhicules livrés aux réseaux soviétiques ne nécessitent à bord qu'un superviseur.
Cinq trains de trois voitures type 81-740/741 «Rusich» (commandés en février 2008) furent livrés pour l'ouverture de la gare Kozia sloboda.
Pour faire face à l'augmentation du trafic, l'exploitant du métro a commandé à « Вагонмаш » (Vagonmach) trois trains de trois voitures supplémentaires en décembre 2012.

## Projets de développements à l'étude
À terme, à côté de la ligne actuelle « Tsentralnaïa » (qui devrait atteindre 18 stations au total après des prolongements au sud et au nord), il devait être construit deux autres lignes nommées « Vozsalnaïa » et « Privoljsko-Savinovskaïa ». Le réseau projeté devrait atteindre 46 km.
Il existe également des plans à court terme pour transformer une ligne de chemin de fer située dans la ville en métro de surface.

### Ligne 2
Le tunnelier a commencé à creuser pour la deuxième ligne du réseau le 23 avril 2020. À terme, cette deuxième ligne s’étendra de la station Dubravnaya, terminus de la ligne Tsentralnaïa jusqu’à Sakharova. La ligne sera ensuite prolongée à l’ouest de la ville avec une connexion à la station Yashlek.

## Galerie de photos

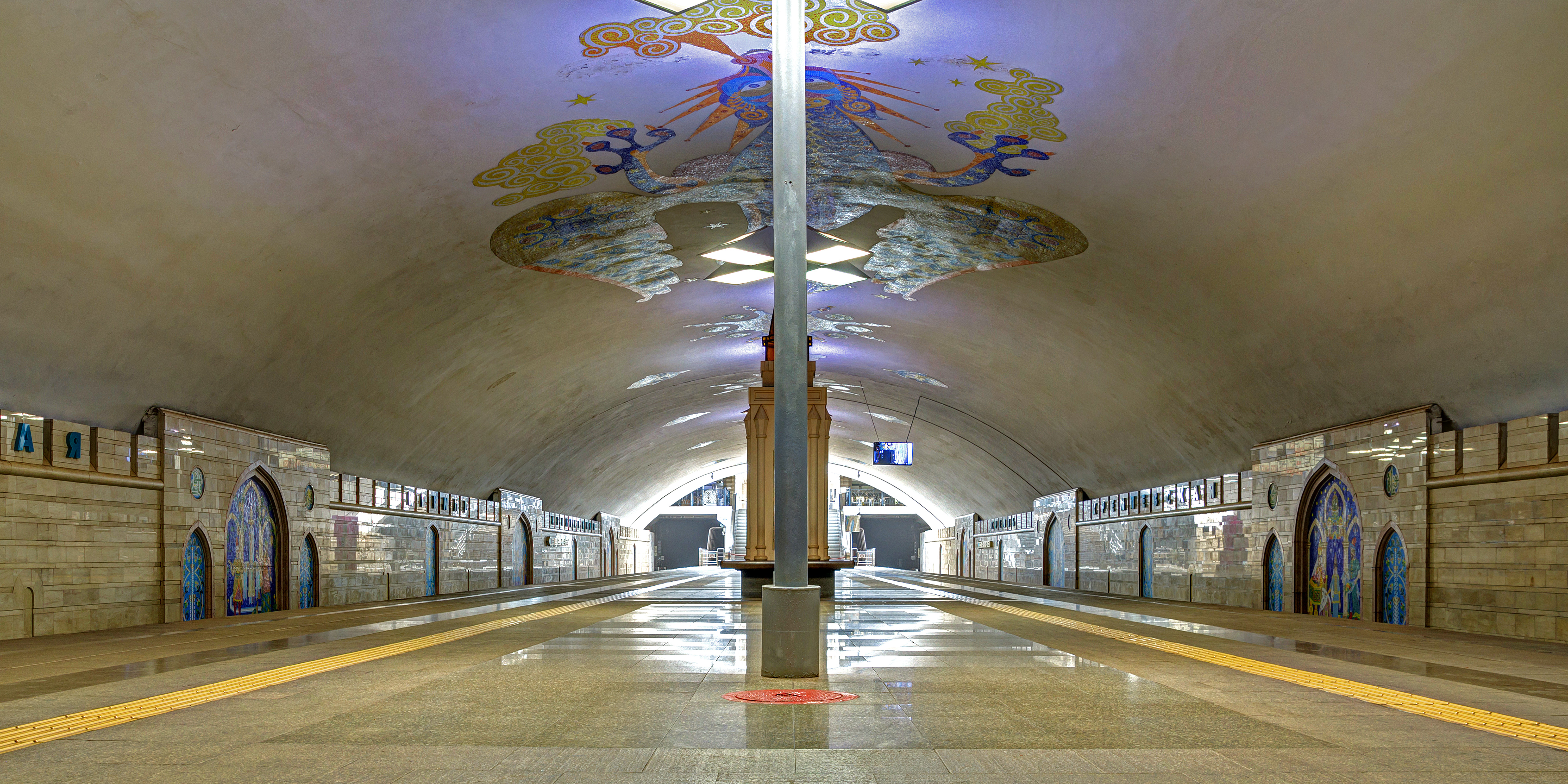
Station Kremliovskaïa - Kreml
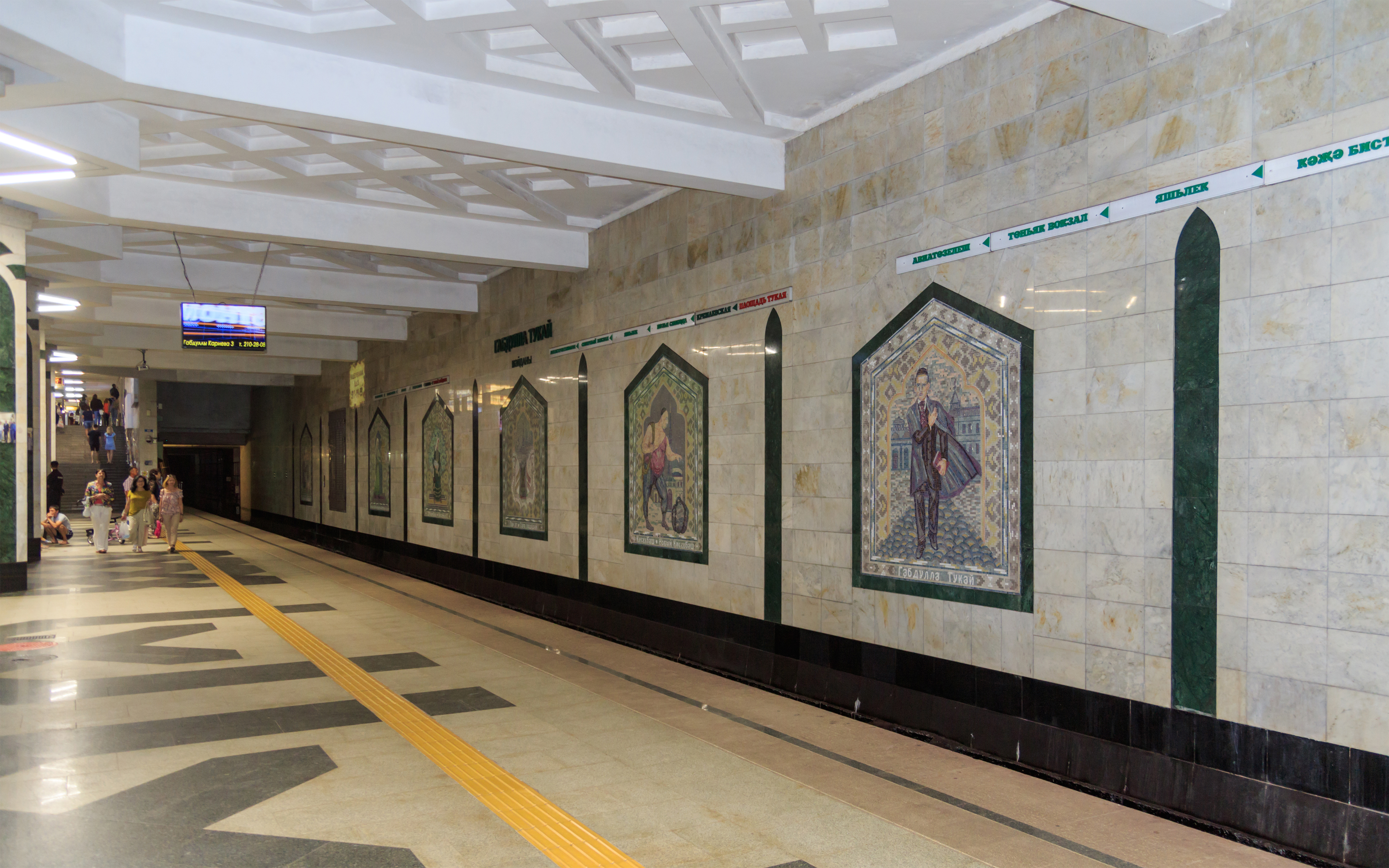
Station Plochtchad Toukaïa - Tuqay Mäydanı
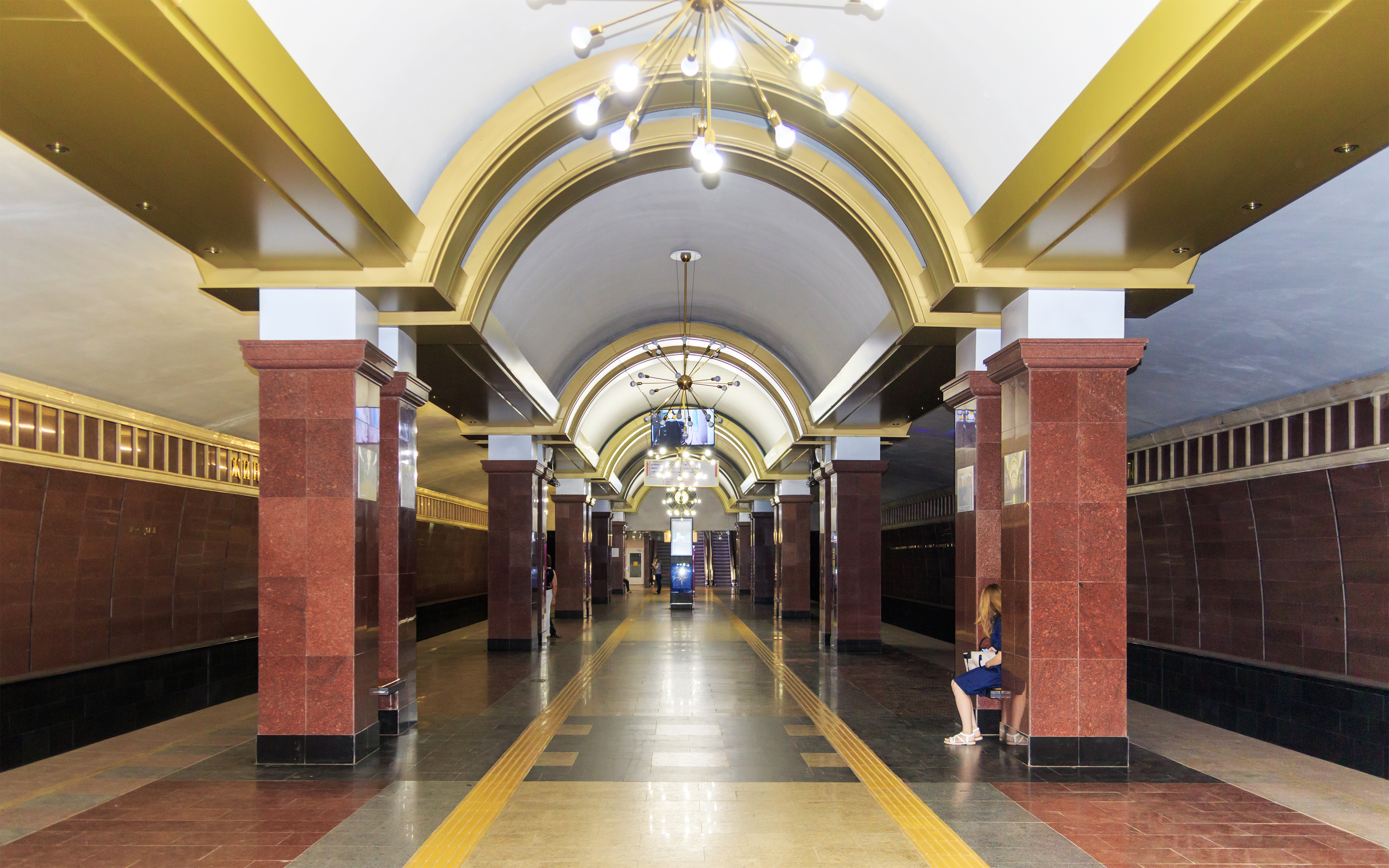
Station Prospekt Pobedy - Ciñü prospektı
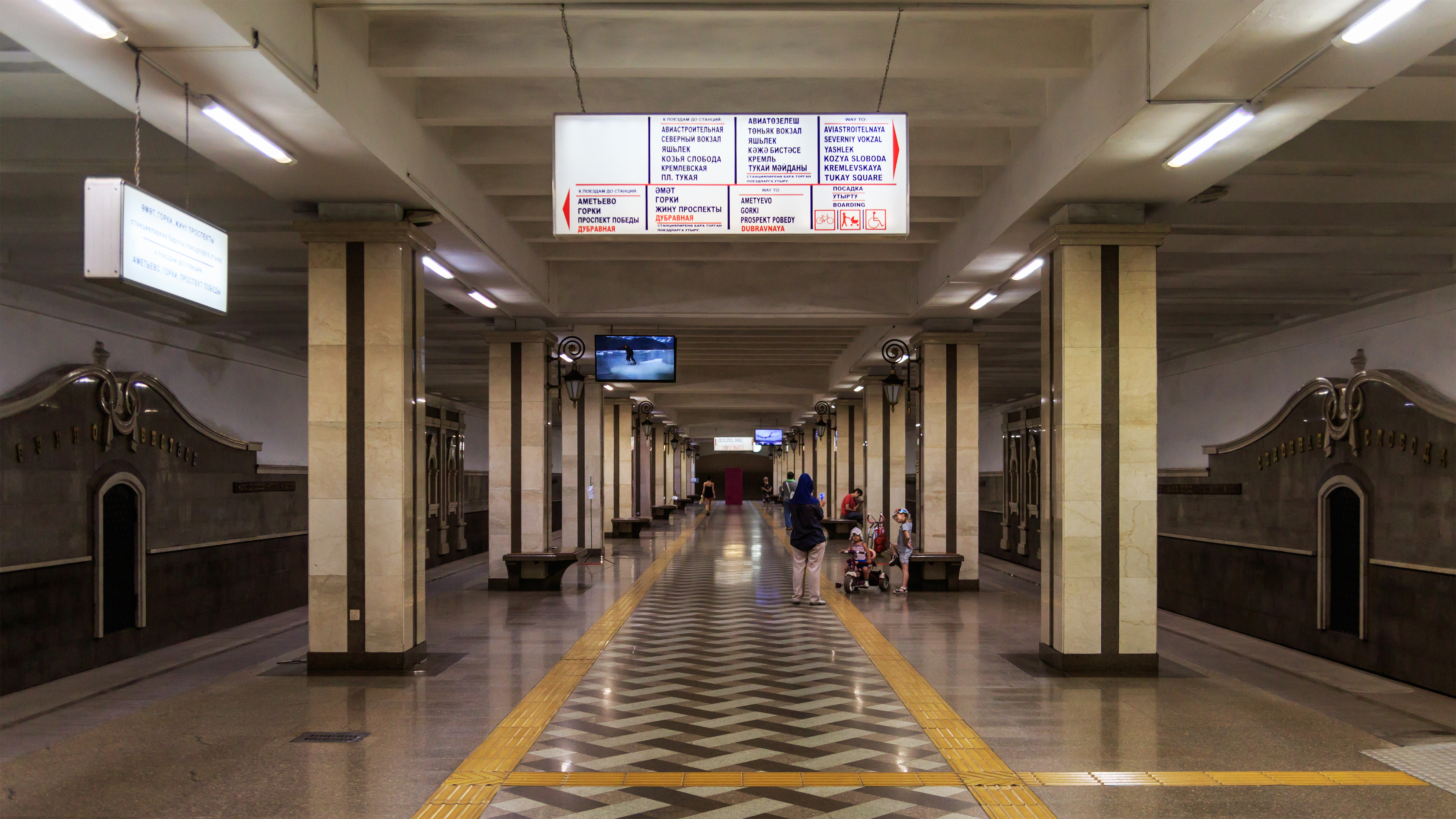
Station Soukonnaïa Sloboda - Sukno Bistäse
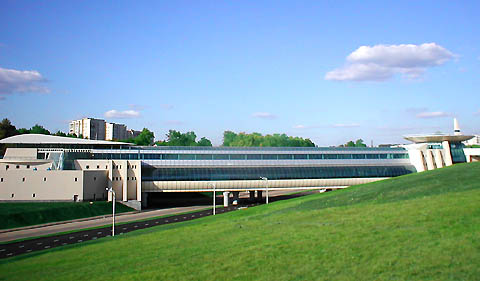
Station Ametievo - Ämät (extérieur) sur viaduc
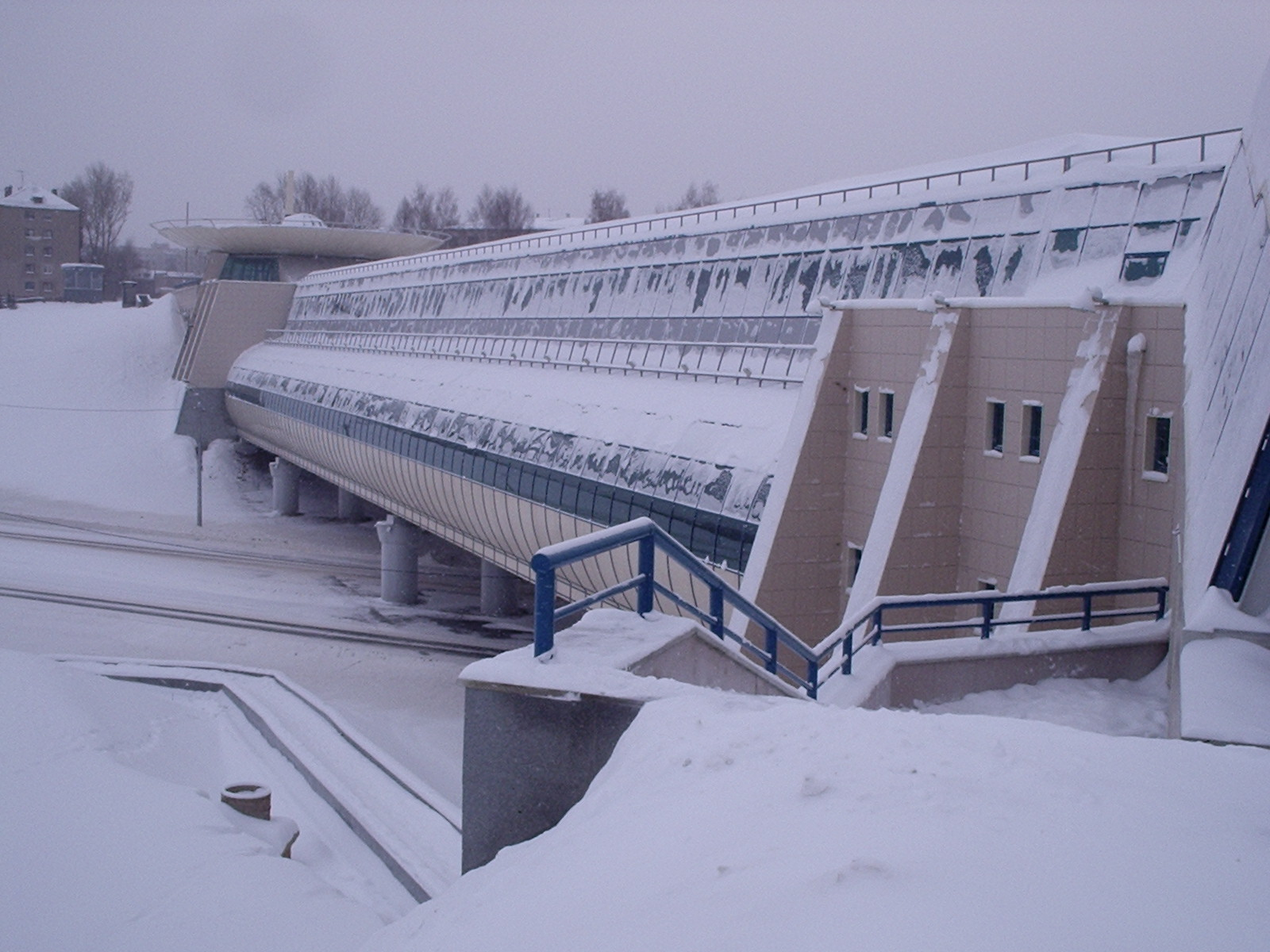
À l'extérieur de la station Ametievo - Ämät
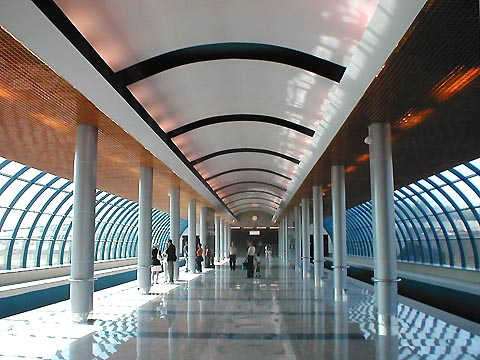
À l'intérieur de la station Ametievo
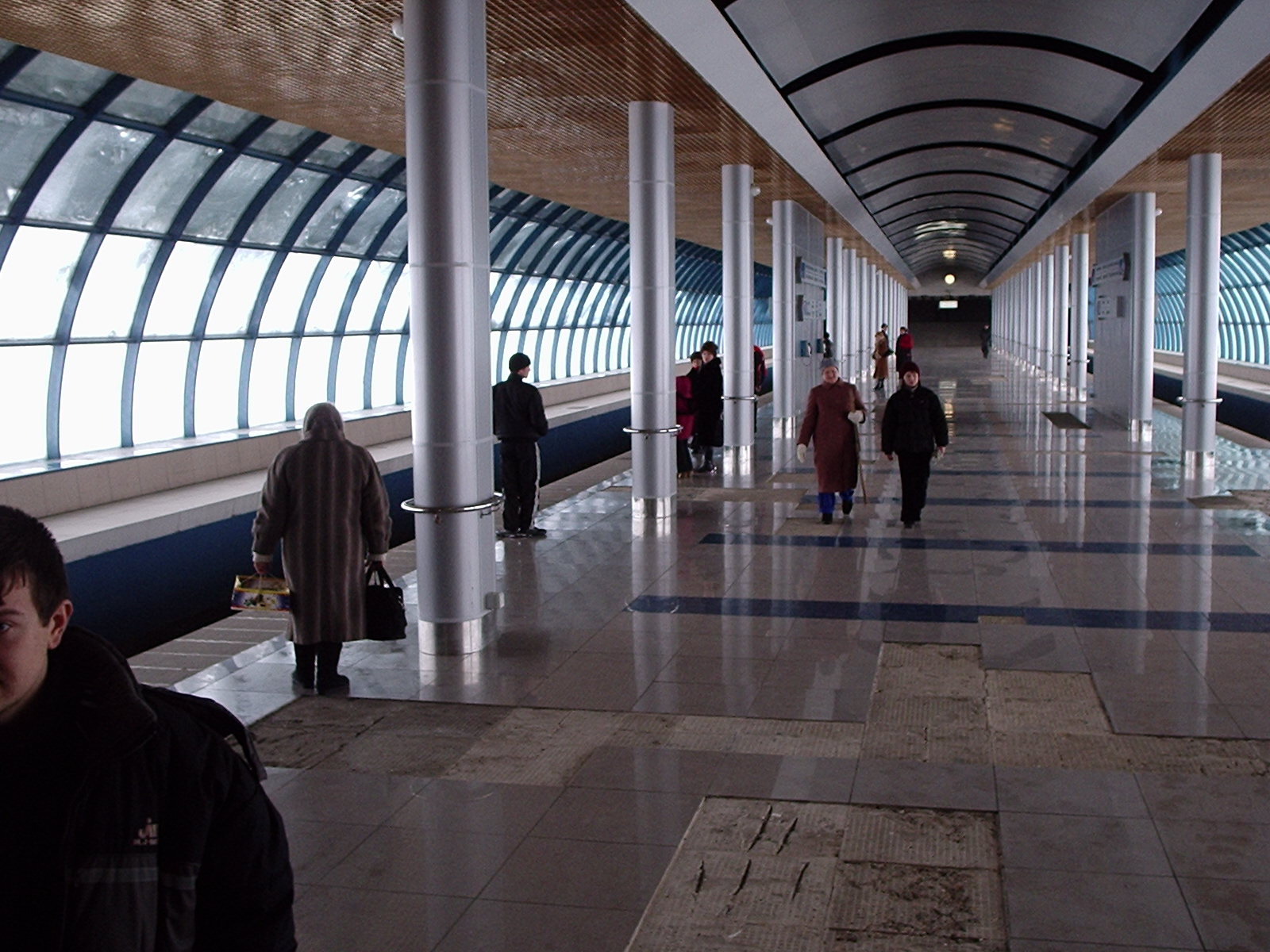
Intérieur de la station Ametievo.
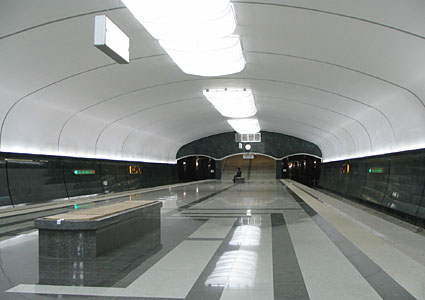
Station Gorki
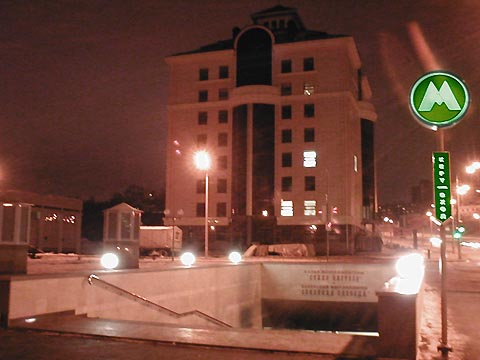
Poste de contrôle et bureaux